# リンカーン (自動車)
リンカーン (Lincoln) はアメリカのフォード・モーター社の一部門であるザ・リンカーン・モーター・カンパニー (The Lincoln Motor Company) によって販売されている高級車ブランドである。ブランド名の由来は、創業者が尊敬していた第16代アメリカ合衆国大統領、エイブラハム・リンカーンにちなんだものである。キャデラックと並んでアメリカを代表する高級車として知られている。
販売地域は北米、中東、韓国、日本に加えて、2014年には中国にも進出した。

## 概要

### 創業

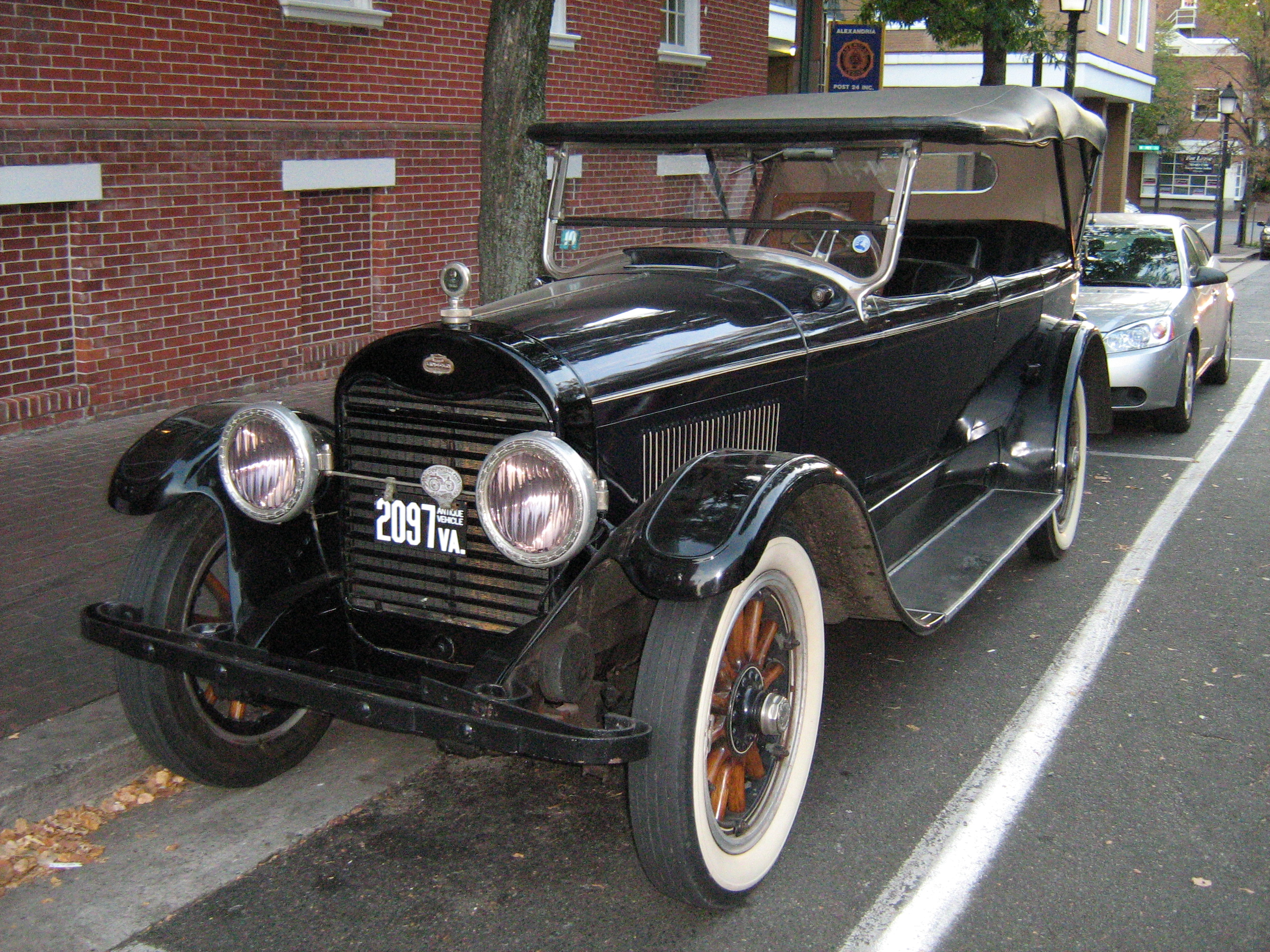
1922年式モデルL・ツーリング。初代リンカーンの最初期型で実用一辺倒なスタイル

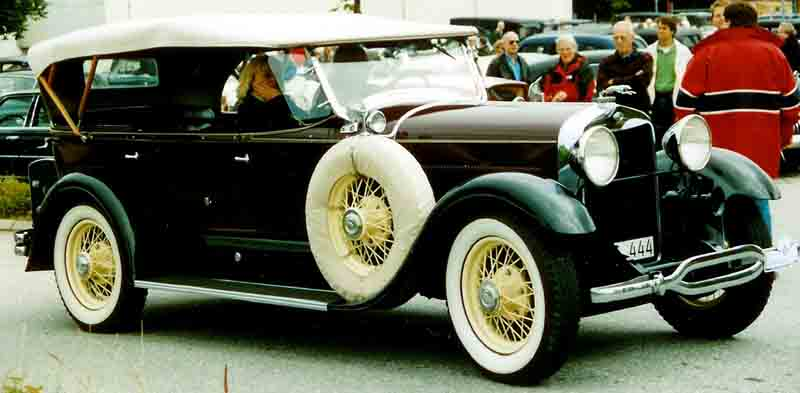
1929年式モデルL・スポーツツーリング。初代リンカーンの末期型で、架装されるボディは格段に豪奢となった

1917年8月、リンカーンはヘンリー・M・リーランドとその息子のウィルフレッド・リーランドによって設立された。 リーランドはキャデラックの創業者のひとりで、キャデラックがGMに吸収された後も同部門の責任者を務めていた。
第一次世界大戦中、 リーランドは政府からの要請で航空エンジンの生産に乗り出そうとしたが、ゼネラルモーターズの創業者ウィリアム・C・デュラントに反対されたため、ゼネラルモーターズを辞して、自らエンジンメーカーのリンカーン・モーターカンパニーを設立した。 リンカーンは終戦までに6500基のリバティ航空エンジンを納入している。
戦後、リンカーンは高級車メーカーとして再出発を遂げた。リーランドはかつてのキャデラックで高性能なV型8気筒車を開発したノウハウを活かし、それを上回る時速80マイル(=約130km/h)を達成可能な「スーパー・キャデラック」ともいうべき高性能高級車を、リンカーンブランドで実現しようとしたのである。1920年9月に完成した最初の試作車は90PS以上の高出力で実際に80マイル・クラスの最高速度を実現、徹底した品質管理と群を抜いた性能によって大きな前評判をとった。
しかし、最初のリンカーン「モデルL」は発売当初こそ注目を集めたが、販売実績はほどなく急落した。原因はスタイリングであった。リーランドは機械的な精密さと高性能を追究することには熱心だったものの、スタイリングには無頓着であった。あいにくリンカーンが当初契約したボディ外注先のボディメーカー各社は、強度や仕上げの面はともかく、不格好で魅力に欠けた実用デザインしか施せず、富裕層に好まれるような美しいスタイルの高級ボディを作れなかったのである。自動車のボディが幌屋根のオープンタイプから、固定した屋根と窓ガラスを備えるクローズドタイプに移行し、ボディデザインの重要度が高まっていた時代に、これは致命的な弱点となった。
加えて戦後の不況や合衆国政府による戦時中の利益に基づく追徴課税がリンカーンを直撃、激しい財政難に遭遇し、その結果、1922年、リンカーンはフォード・モーターに買収された。 買収後もリーランドはリンカーンの責任者を務めていたが、フォードとの意見の対立からわずか4ヵ月後には会社を辞してしまう。リーランドの辞職を機に、リンカーンはフォード・モーターの高級車ブランドとして本格的に組み込まれていく事になるが、リンカーン・モーターカンパニーはフォード・モーターの子会社として1940年4月30日まで存続し、その後はフォード・モーターのリンカーン部門に吸収・再編されている。

### フォード買収後の発展

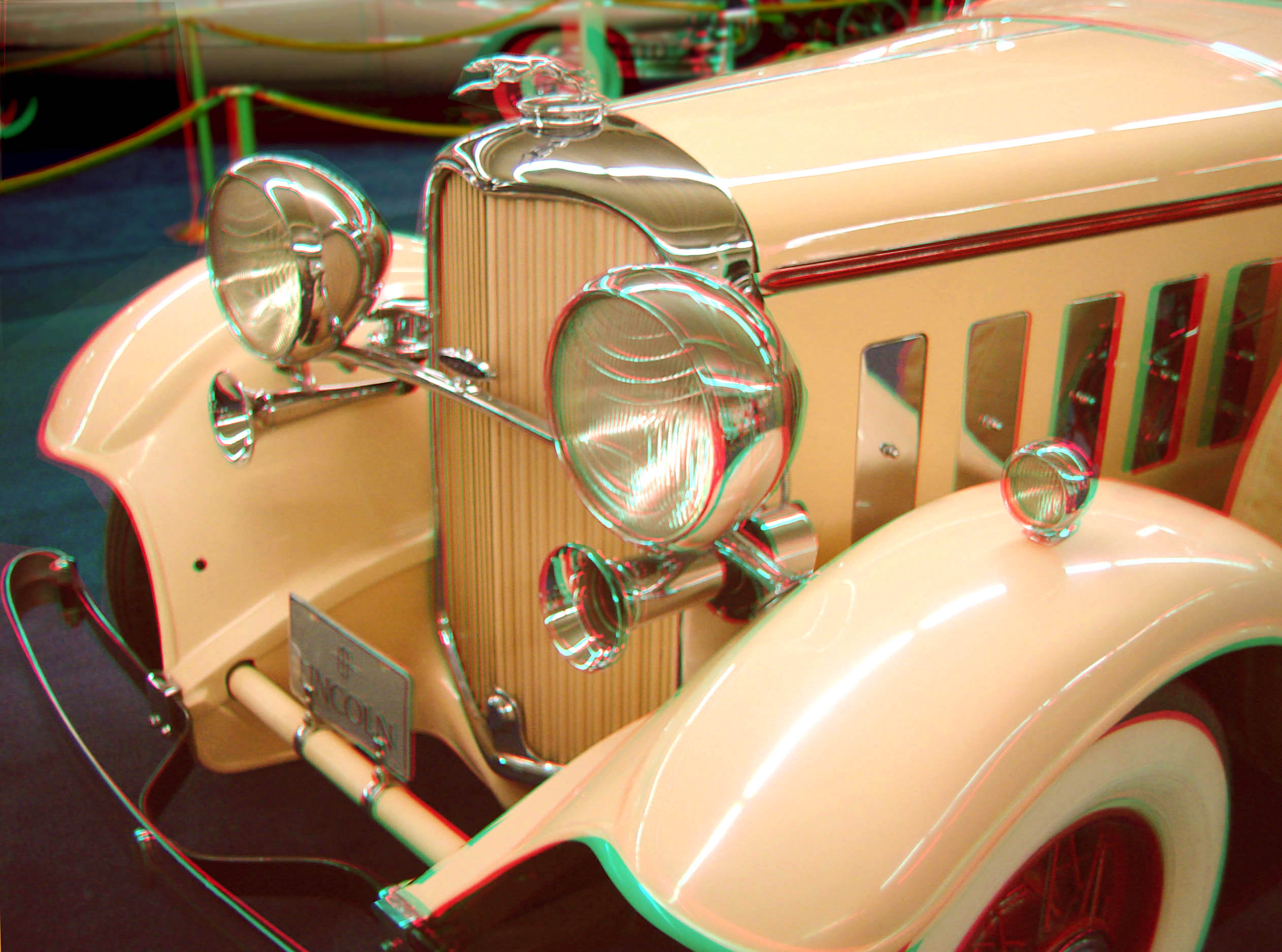
1930年代のリンカーン・モデルK初期型のフロントディテール(3Dメガネ用画像)

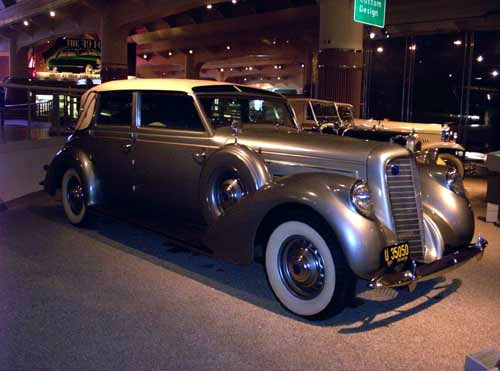
1937年式モデルK・ツーリングカブリオレ。1932年以降シャーシ設計はそのまま、1939年までボディ・ノーズデザインのみ年度変更で徐々に流線型化された。グリルの青いバッジは当時の標準エンブレム。V型12気筒エンジン搭載

フォード・モーターの創設者ヘンリー・フォードは当初高級車部門への参入には消極的だった。フォード・モーターも創立初期の頃には高級車を手がけていたが、大衆車フォード・モデルTの成功によって、モデルTの単一車種集中生産に邁進するようになり、市場の限られた高級車からは手を引いていたからである。
結局ヘンリー・フォードは、息子で名目上のフォード社社長であったエドセルにリンカーンを委ねることになる。この時エドセルは『父は世界一の大衆車を作ったが自分は世界一の高級車を作りたい』と決意を語ったという。
エドセルは幼い頃から父親の作る自動車や機械に触れ、また現場で叩き上げた職業人の父親と違って高等教育を受けた教養人で、欧州の自動車業界や社交界にも知己を持つなど、自動車に限らぬ幅広い知見を備えていた。特に自動車のスタイリングに関しては、自ら手がけることこそなかったものの、優れた批評眼を持つ人物であった。リンカーンを手中に収めてからのエドセルはアメリカのカースタイリングトレンドの中心人物になったといっても過言ではない。
エドセルはその見識と交友関係の広さを活かし、数々の有名コーチビルダー（当時の高級車の場合、自動車メーカーはシャーシーのみを製作、顧客の好みに合わせたボディをコーチビルダーで架装するのが一般的だった）と契約、優美なボディを架装することが可能となり、これによってリンカーンに商業的成功がもたらされた。ジャドキンス、ル・バロン、ブラン、ウィロビーなど、当時のアメリカの一流コーチビルダー各社が、顧客の嗜好に合ったスタイリッシュなボディを架装したのである。ほどなくリンカーンはキャデラックやパッカードなどと並び、アメリカを代表する高級車のひとつという評価を勝ち得ていく。
リーランド設計の初代V8モデル・Lシリーズは豪奢なボディに加え、1928年には排気量を拡大（5.9L→6.3L）して100psに出力向上、商品性を高めた。そして1930年には1931年モデルとして125PSの新型V8エンジンを搭載した「Kシリーズ」にモデルチェンジした。
更に同時代の高級車における多気筒エンジンブームを反映し、Kシリーズ・リンカーンにも翌1931年、「1932年モデル」として150PSのV8・7.3Lエンジンを搭載した「モデルKB」が追加される（V8モデルはKAとなり1933年まで継続。以降はKBが単にモデルKとなる）。12気筒KBの最高速度は時速100マイル(約161km/h)超という高水準で、高級車としての地位を確固たるものとした。
1927年からは、グレイハウンドを象ったマスコットがリンカーンのフロントグリル頂点を飾るようになり、現行のダイヤモンドの光芒を象ったエンブレムに変えられるまでの戦前期リンカーンの大きな特徴のひとつとなっている。

### ゼファーと初代コンチネンタル

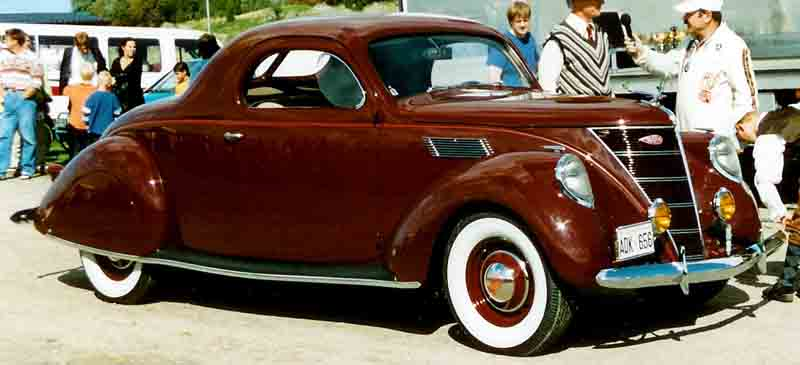
1937年式ゼファー・クーペ。当時における最も洗練された流線型デザインの一つであった。V型12気筒エンジン搭載

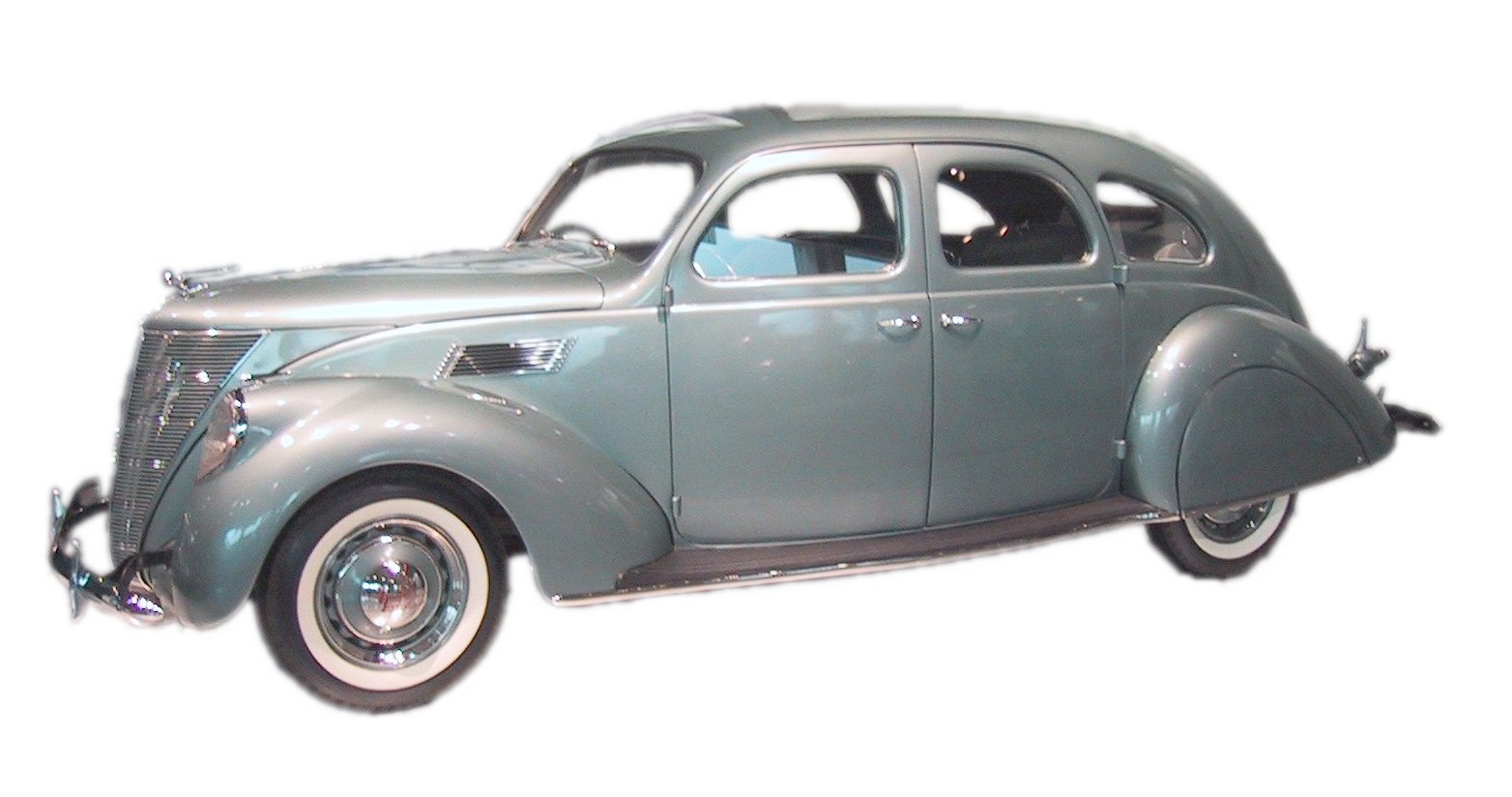
ゼファー（1937年型）

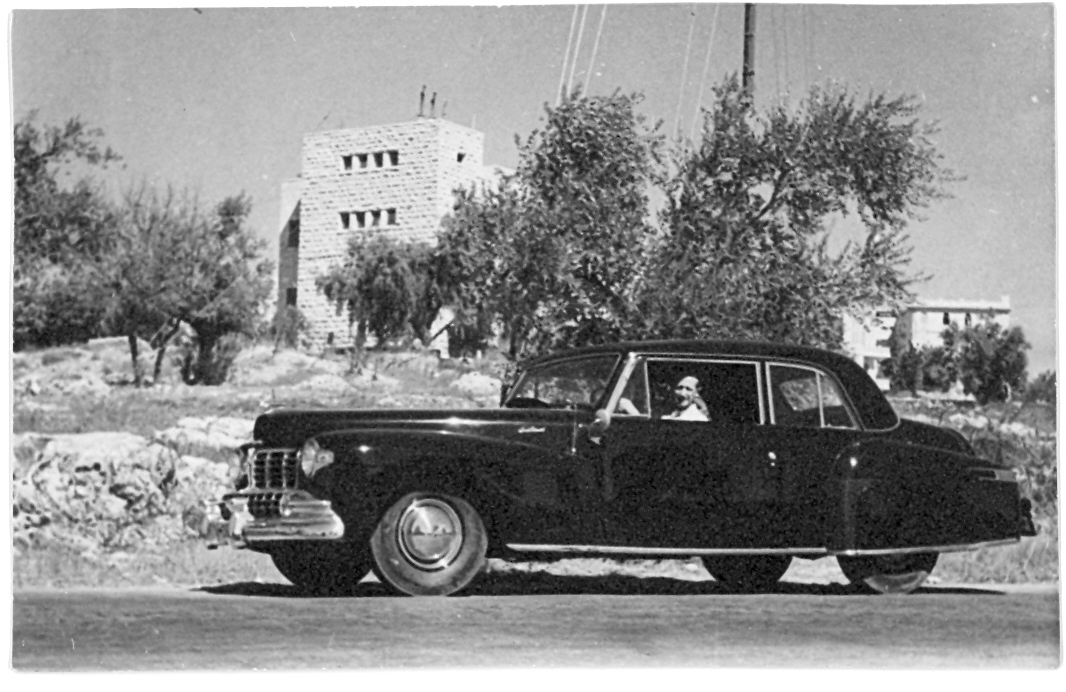
1946-48年型と思われる初代コンチネンタル。戦後生産車はフロントグリルのみオーバーデコレートで改悪されたが、全体のプロポーションはゴードン・ビューリグのデザインした1942年式コンチネンタルを踏襲する

1936年、リンカーンはゼファーの投入によって、上位中級車市場（アッパーミドルクラス、もしくは高級車内の廉価クラス）にも進出、その斬新な流線型のスタイリングと相まって大好評をもって迎えられた。ゼファーはアメリカ車一般に流線型のスタイリングが普及する嚆矢となった車種として、自動車史上に名を留めている。
ゼファーは、流線型デザインの流行を慎重に見極めていたエドセルが、量産ボディ外注で関係の深かったコーチビルダーのブリッグス社が手がけた流線型試作車をベースに、ヨットデザイナーから転身した腹心のデザイナー、ユージン・ボブ・グレゴリーに命じ、当時のフォード社で欠落していた中級車の開発にあたって、アバンギャルドさを抑えながら進歩性をアピールできる流線型デザインを施させたものであった（リンカーン系であるゼファーと大衆車のフォードの間に位置する量販中級車としては、ゼファーの流れを汲むデザインの「マーキュリー」が1938年に発売されている）。メカニズムは特装ボディ前提で重量設計シャーシであったモデルKとは異なり、むしろ量産車のフォードの構造の大型化と言うべき平凡なものであったが、それでも高級車らしく、4.3L・110psのV型12気筒エンジンを搭載しており、全体の工作水準も高かった。
ゼファーは、ボディを社外コーチビルダーで限定生産するのではなく、系列コーチビルダーでの鋼鉄製ボディ集中生産で、高級車だが実質的に大衆車・量販中級車同様の大量生産方式を完全導入した早い事例となった（高級車でもある程度大きな生産規模を確保し、大量生産システムを適用することは、限られた例外を除き、21世紀初頭まで一般的となっている）。相前後して限定生産車の性格が強い最高級車モデルKの生産は1940年に終了、他の高級車ブランドでも同様な風潮が生じ、自動車メーカー系でない独立コーチビルダー各社は衰退への道をたどる。
その後エドセルはゼファーのコンセプトを発展させた車の開発に注力、その結果はリンカーンによって作られた中で最も成功した車といえる、初代のコンチネンタルに結実することになる。
コンチネンタルは表向き、エドセルがフロリダでの休暇中に乗るための特装車として開発された。 1938年、ヨーロッパ視察から帰国直後だったエドセルは、試作車のスタイリングを当時のヨーロッパ大陸で進行していたカーデザイン・トレンドを汲む欧州風（コンチネンタル）にするよう命じた。要望はボブ・グレゴリーによって巧みにアレンジメントされ、ゼファーをベースとしてトランク背面にスペアタイヤを立てた、美しいコンバーチブルモデルが仕立てられた。エドセル専用車名目とした背景には、会社の実権を握るヘンリー・フォードが、保守倫理の持ち主で贅沢な特注高級車の市販を好まず、開発を妨害されかねないため、これを避ける意図があったという。
エドセルが流麗な試作車をフロリダで乗り回した所、それを見た多くの富裕な人々がこの試作車の量産を熱望、エドセルはオーダーリストを盾に、父ヘンリーを説き伏せて市販車種とすることに成功した。こうして1939年、リンカーン伝統の車種コンチネンタルが誕生する。コンバーチブルやクーペを擁したコンチネンタルは、かつてのモデルKに代わるイメージリーダーとして、上流人士から非常な人気を集め、工業デザインとしても傑作と評された。
ゼファーとコンチネンタルは、ボブ・グレゴリーなどの優れたデザイナーの手で毎年細かなデザインチェンジを施され、堅調な売上を重ねた。リンカーン育ての親とも言えるエドセル・フォードは1943年に没したが、2つのリンカーン・シリーズは第二次世界大戦による1942年から1945年にかけての中断をはさんで、戦後も生産が続き、1948年まで作られた。1945年以降はかつてのモデルKにあたる超大型リムジンが存在しなくなったため、旧ゼファー系は単に「リンカーン」の名で販売された。
エドセルとグレゴリーによって確立されたリンカーンのデザインポリシーは後年まで受け継がれ、リンカーンは一部の例外を除けば、同時代のキャデラックの華やかさに比べるとより落ち着いたデザイン傾向を持つようになった。ともすれば同等視されがちな両車であるが、アメリカ市場では別々の個性を持った高級車として認識されている。

### 第二次世界大戦後の展開

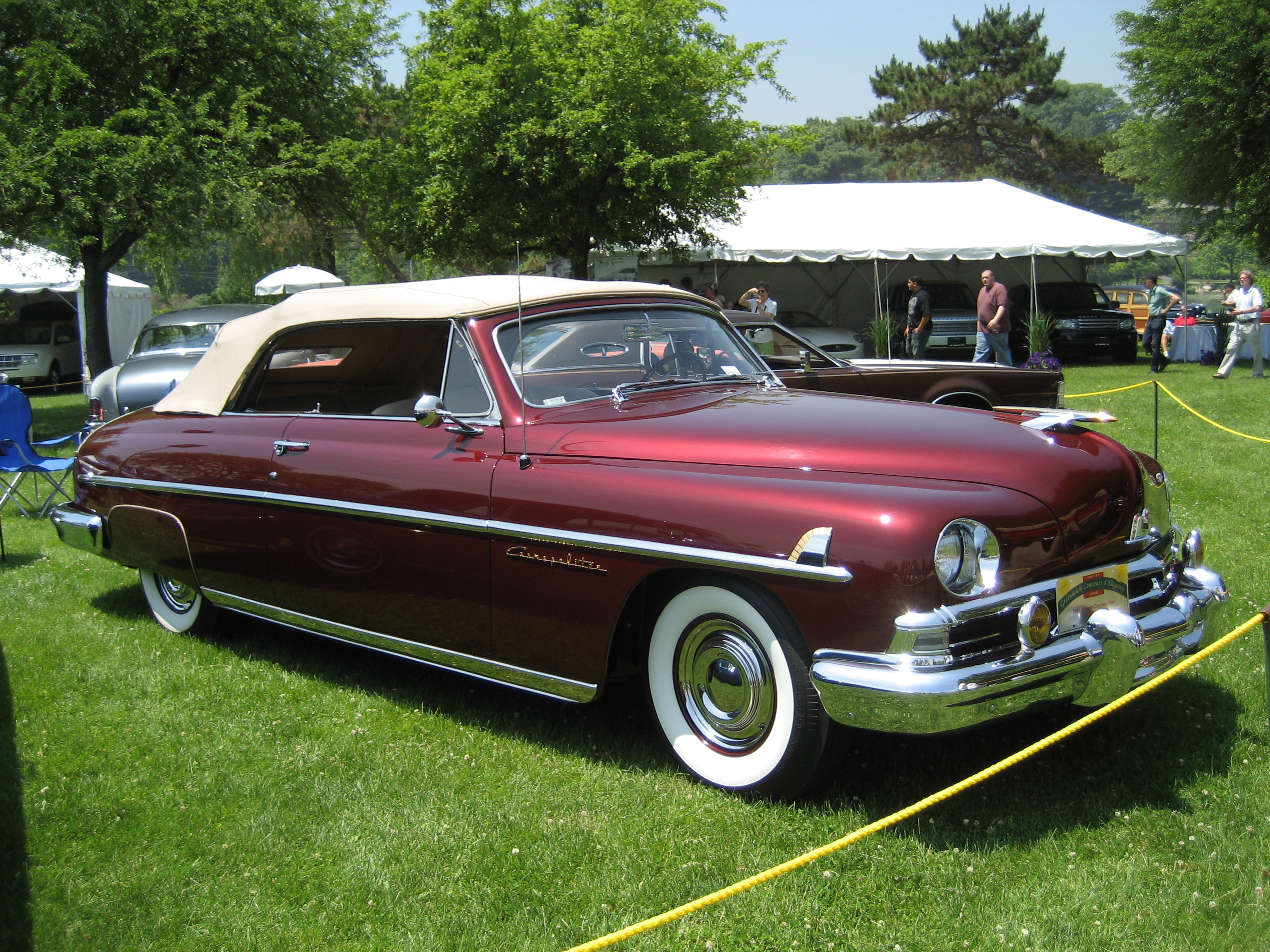
1951年型コスモポリタン・コンバーチブル。1949年型のマイナーチェンジ版

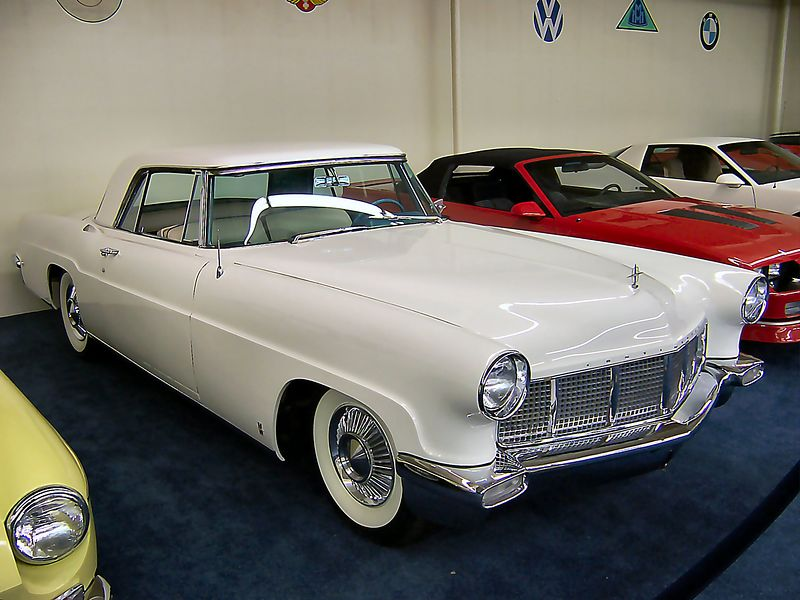
コンチネンタル・マークII（1956年型）

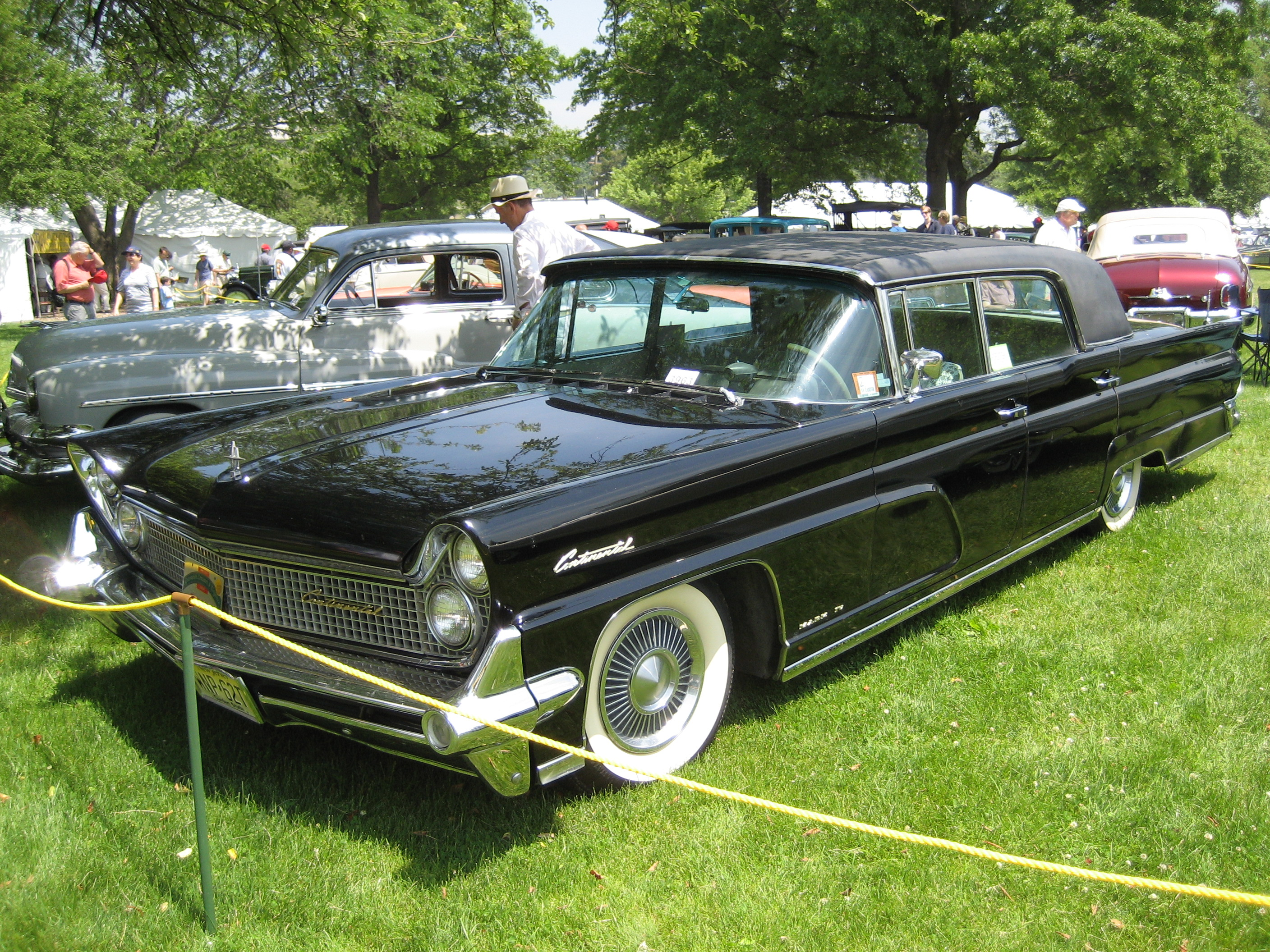
1959年型コンチネンタル・マークIVフォーマルセダン。巨大な車体と400PS近い過剰出力を持つ

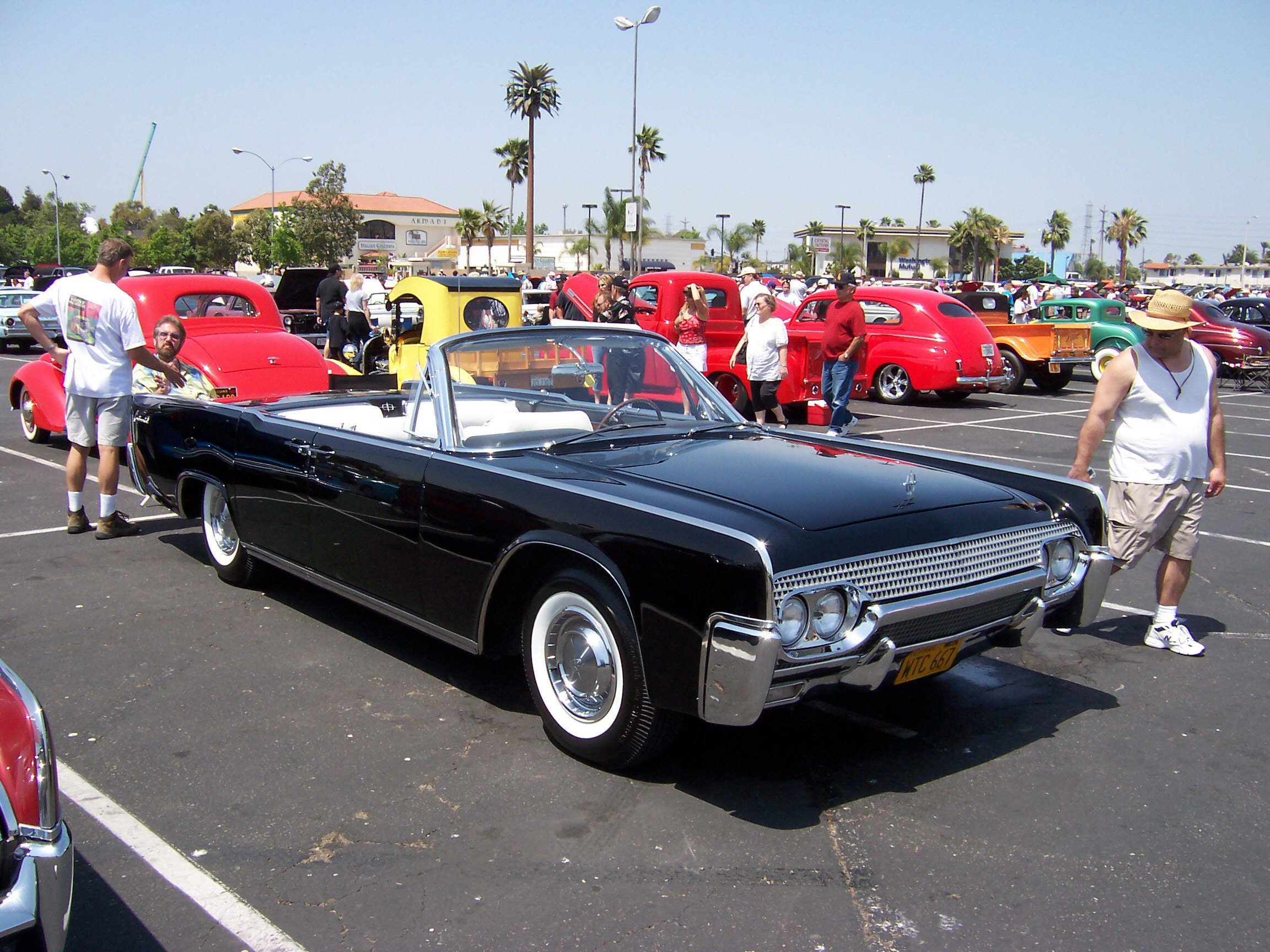
コンチネンタル（1961年型）。それ以前よりダウンサイジングされた。ジョン・F・ケネディ大統領の遭難車と同型モデル

1948年5月、前輪独立懸架と、幅広のフラッシュサイドボディ、新しいリンカーンエイトエンジン、オプションの自動変速機 を搭載した完全戦後型の上級リンカーン「コスモポリタン」が1949年式として発表され、追ってマーキュリーとパーツを共用したスタンダードグレードの量販型リンカーンも発売された。生前のエドセル・フォードがボブ・グレゴリーと共に研究していた戦後型スタイルがようやく実現され、フォード社全体で遅れていた独立懸架の本格採用も行われたものである。
以後、グレゴリーやゴードン・ビューリグなどの辣腕デザイナーの手により、リンカーンは年度毎のマイナーチェンジを繰り返しつつ1952年と1956年にフルモデルチェンジを行ったが、競合するキャデラックやクライスラーが過激とも言える大型化・大出力化を進める中、装備面はともかくパワーで劣ったリンカーンは、競合各車の後塵を拝することになり、パワーアップ競争に身を投じ、やがて1958年のモデルチェンジと続く1959年のマイナーチェンジでは、後年まで伝説となった1959年式キャデラックと肩を並べるほど、グロテスクなまでの巨大化デザインと過剰な大出力（1958年モデルは7リッターでSAE基準375HP）に到達することになる。

### コンチネンタルとタウンカー
また市場からはコンチネンタル復活の要望は根強く、フォード側も従来のリンカーン部門とは別にコンチネンタル部門を立ち上げて新車種の開発をはじめ、1955年にクーペモデルのコンチネンタル・マークIIという形で復活した。 価格がロールス・ロイスと同じ1万ドルという超豪華車の人気は最初のうちは好調だったものの、やがて売り上げは減少、わずか3000台あまりを生産したのみでマークIIの製造は打ち切られ、量産セダンシリーズのコンチネンタル・マークIIIに移行したがこれも不評で、マイナーチェンジ版である1960年のマークVの生産中止を機にコンチネンタル部門も解体されてしまう。
しかしコンチネンタルという車種名そのものは存続、1961年のモデルチェンジでダウンサイジングされたリンカーンにその名前を引き継がれ、1981年にコンチネンタルの最上級グレード、タウンカーが車種として独立するまでリンカーンの旗艦車種という位置づけが変わることはなかった。その間に一時収まった大型化はまたもぶり返し、7リッター超の大排気量V8エンジンで豪華装備満載の巨体を動かすというアメリカ製高級車共通の肥大化傾向の流れは、オイルショック期後にダウンサイズが行われた1980年後半まで留まるところがなかった。

### SUVの展開
1980年代後半以降、リンカーンは前輪駆動化されたコンチネンタルと、タウンカーの撤退をはじめとしてさらなるダウンサイズと前輪駆動化が進んだものの、新車種の開発の遅れによって欧州や日本の高級車との競争に遅れをとったと言わざるをえない状況が続いた。
このような状況を吹き飛ばしたのは1998年に発売されたSUV、ナビゲーターの成功である。ナビゲーター発売の同年にはフォード・モーターが買収したヨーロッパの高級車ブランド（ジャガー、ランドローバー・レンジローバー、アストンマーティン、ボルボ・カーズ）とともにプレミア・オートモーティブ・グループ（PAG）の一員にリンカーンも加えられたが、2002年にフォード・モーターはアメリカ国内と国外のブランドを切り離した新販売戦略を採る方針に転換するため、リンカーンをPAGから除外した。
またフォード・モーターはグループ内で開発されたプラットフォームを流用したリンカーンの新車種の投入計画を掲げ、実行に移した。2003年のアビエーター、2005年のマークLT、ゼファー（現・MKZ）、2006年のMKX、2008年のMKS、2010年のMKTなどである。

### 現在
2012年12月3日、フォード・モーターは、フォード・ブランドとリンカーン・ブランドの差別化を目的として、リンカーン部門の名称をリンカーン・モーターカンパニーに変更した。フォードはリンカーン独自のデザイン、製品開発、営業チームを設置、リンカーン・モーターカンパニーのトップにジム・ファーリーを任命している。

## デザイナー・シリーズ
1970年代より2000年代にかけて、カルティエやグッチ、ビル・ブラスやエミリオ・プッチなどのファッションデザイナーに内外装を仕上げさせた「デザイナー・シリーズ」（Designer Series ）を用意しており、その後も担当デザイナーこそ存在しないものの、その名称がタウンカーやコンチネンタルの最上級グレードとして受け継がれていた。

## 大統領専用車として

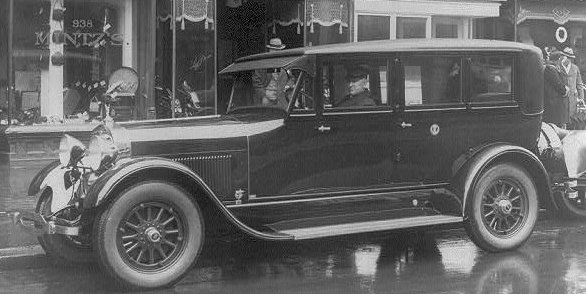
クーリッジ大統領が使用したリンカーン リムジン(1924年)

リンカーンは、キャデラックと並んでリムジンを合衆国の大統領専用車として提供して来た長い歴史を持つ。
初めてリンカーンがホワイトハウスに納入されたのは1924年、カルビン・クーリッジが合衆国大統領を務めていた時代だった。この車はクーリッジ、ハーバート・フーヴァーの二代の大統領に仕えている。
1942年、フランクリン・ルーズベルト時代のホワイトハウスに納入されたのは「サンシャイン・スペシャル」という愛称で親しまれた巨大なリンカーンV12オープンカーである。ルーズベルトがフォード工場を視察するのに合わせ、ヘンリー・フォード自らの命令で製作された。1940年の製造中止後もストックされていた大型リンカーンのモデルK（1939年型）シャーシを延長、これに1942年型リンカーン・ゼファー似のボンネットと、サッシュ付防弾ガラス窓を備えたオープンボディを載せたものであった。ルーズベルトと次代のハリー・S・トルーマンによって1950年まで愛用され続けた。
「サンシャイン・スペシャル」が引退した年に納入された専用車は「バブルトップ」というニックネームの、1950年型リンカーン・コスモポリタンのストレッチバージョンであった。客室部分の屋根が、当時最新素材である透明なプラスチック製になっているのが特徴で、トルーマン・アイゼンハワー・ケネディ・ジョンソンと4人の大統領に仕えた後、1965年に引退した。
ケネディが大統領に就任した1961年、リンカーン・コンチネンタルのオープンカーがホワイトハウスに納入されるが、この車は1963年、ダラスで起きたケネディ大統領暗殺事件の主役を演じ、史上最も有名な大統領専用車として人々の記憶に刻まれた。しかし実はこの「ケネディ遭難車」は、翌1964年に1964年モデル用グリルへ交換され、クローズドトップ仕様に改造の上でリンドン・ジョンソンの公用車に再充当されている。その後1968年、ジョンソンの在任期間中に再びコンチネンタル・リムジンが納入されている。
1989年に納入されたリンカーンが現在のところ最後の『プレジデンシャル・リンカーン』である。ライバルのキャデラックは1983年、1993年、2001年、2005年そして2009年にリムジンをホワイトハウスに納入している実績を誇っているのに比べ、やや低調なところである。

## 車種一覧

### 現行車種

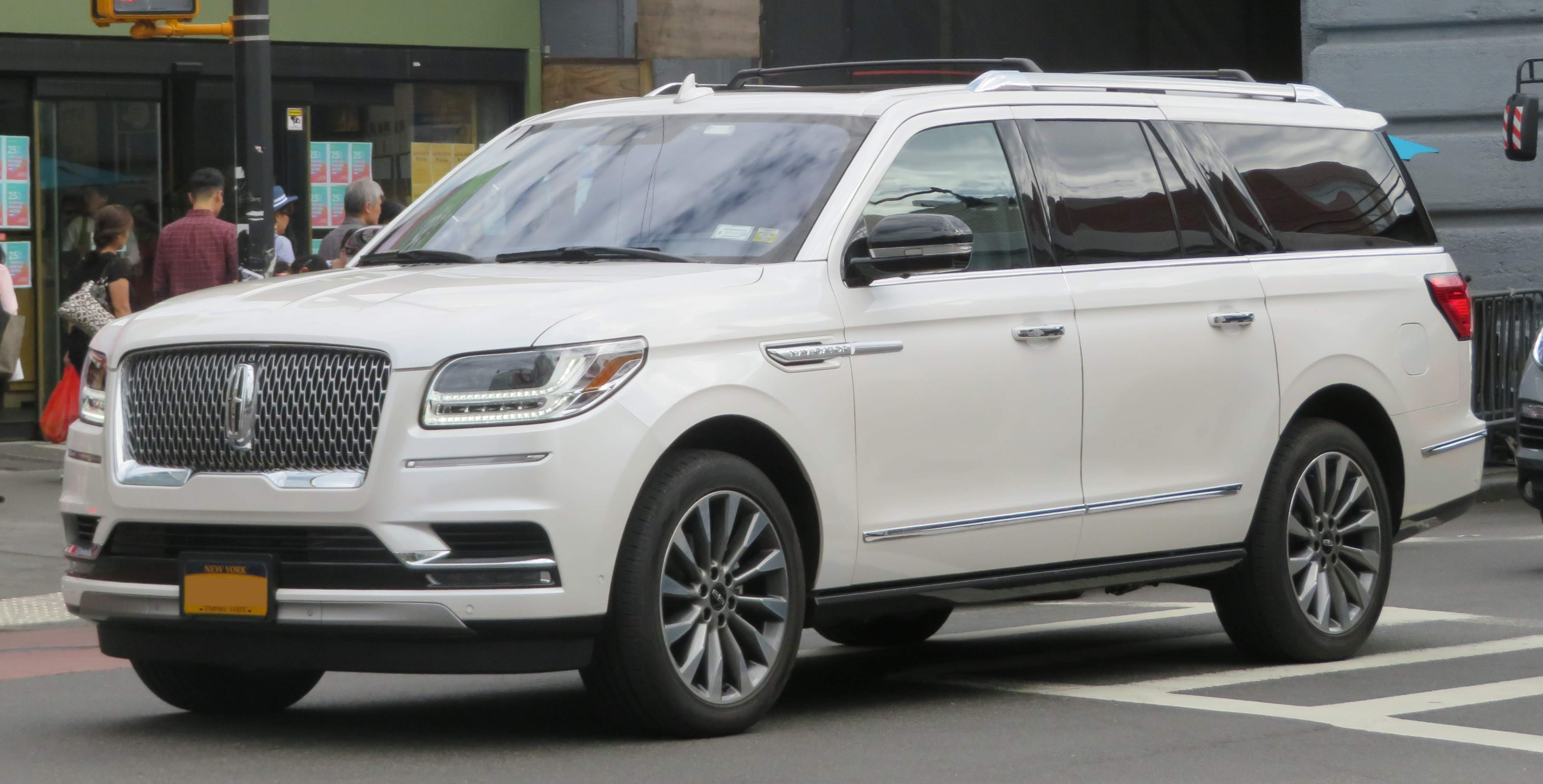
ナビゲーター（2018年型）

- リンカーン・ナビゲーター (1998- ) - 大型SUV
- リンカーン・MKX/ノーチラス (2007-) - 中型クロスオーバーSUV ※2019年モデルから「ノーチラス」へ変更
- リンカーン・アビエーター (2003-2005、2020- ) - 中型クロスオーバーSUV
- リンカーン・コルセア（2020- ） - 小型クロスオーバーSUV

### 過去の車種

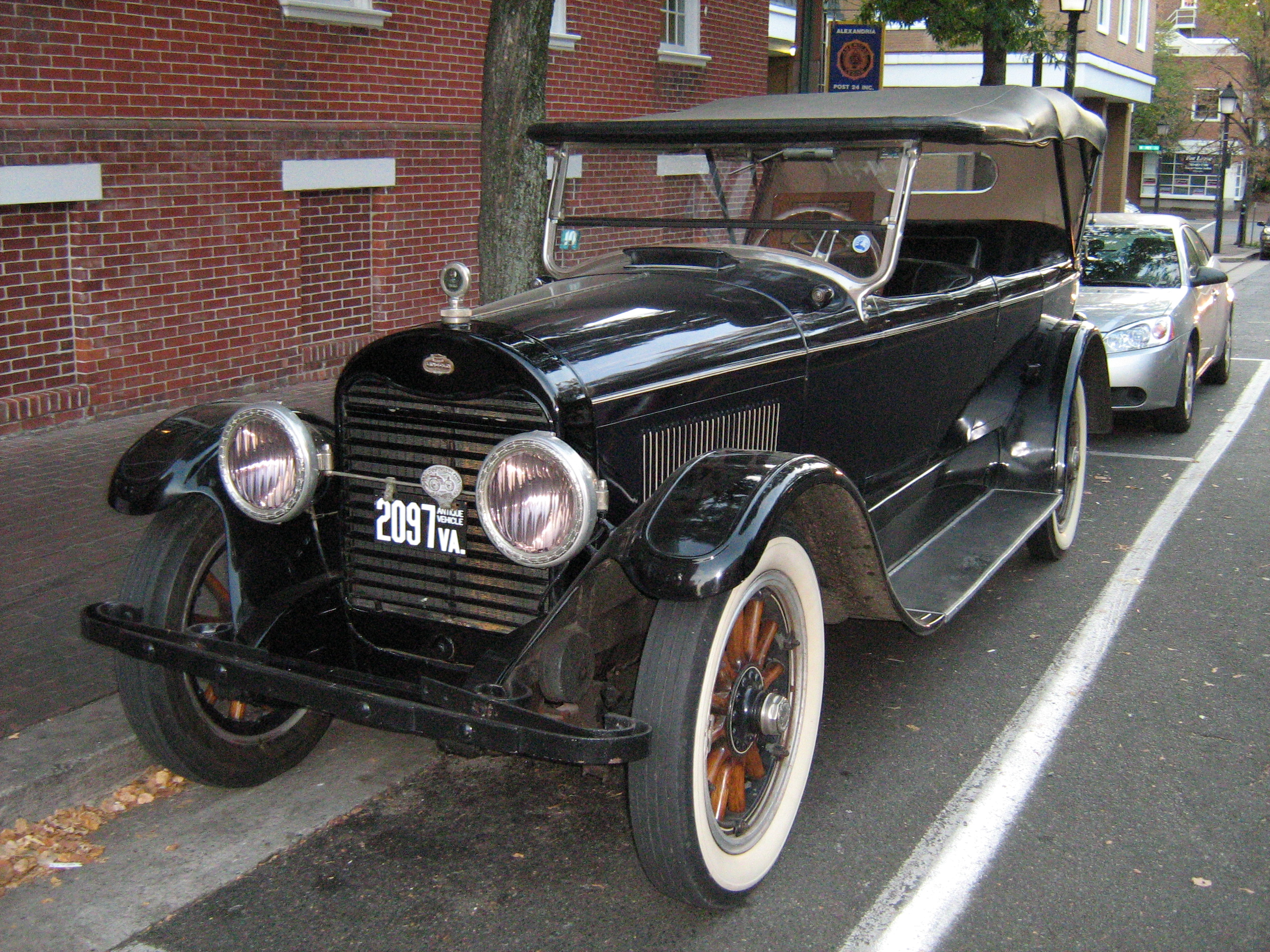
Lシリーズ ツーリングセダン（1922年型）

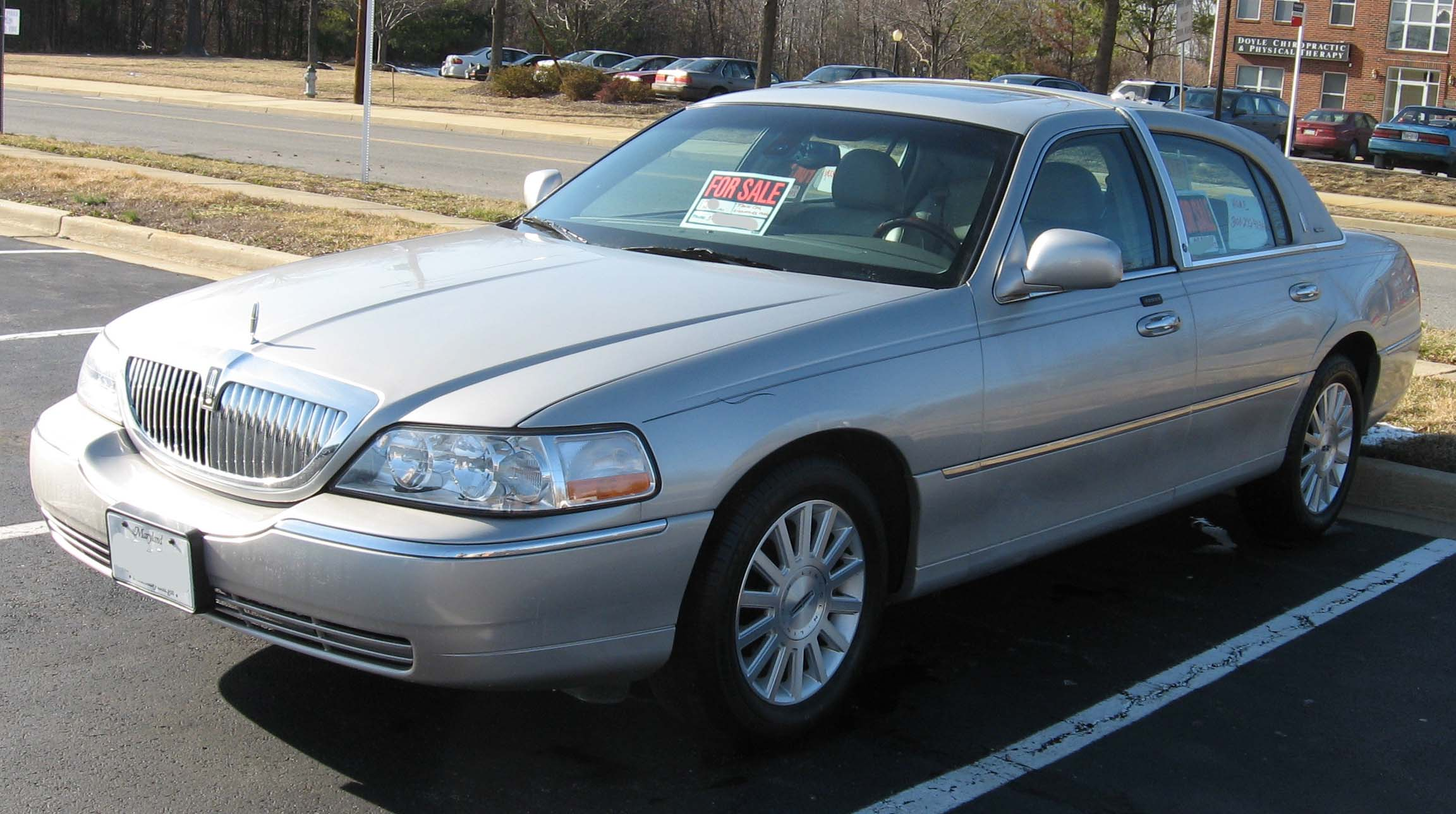
タウンカー（2003年型）

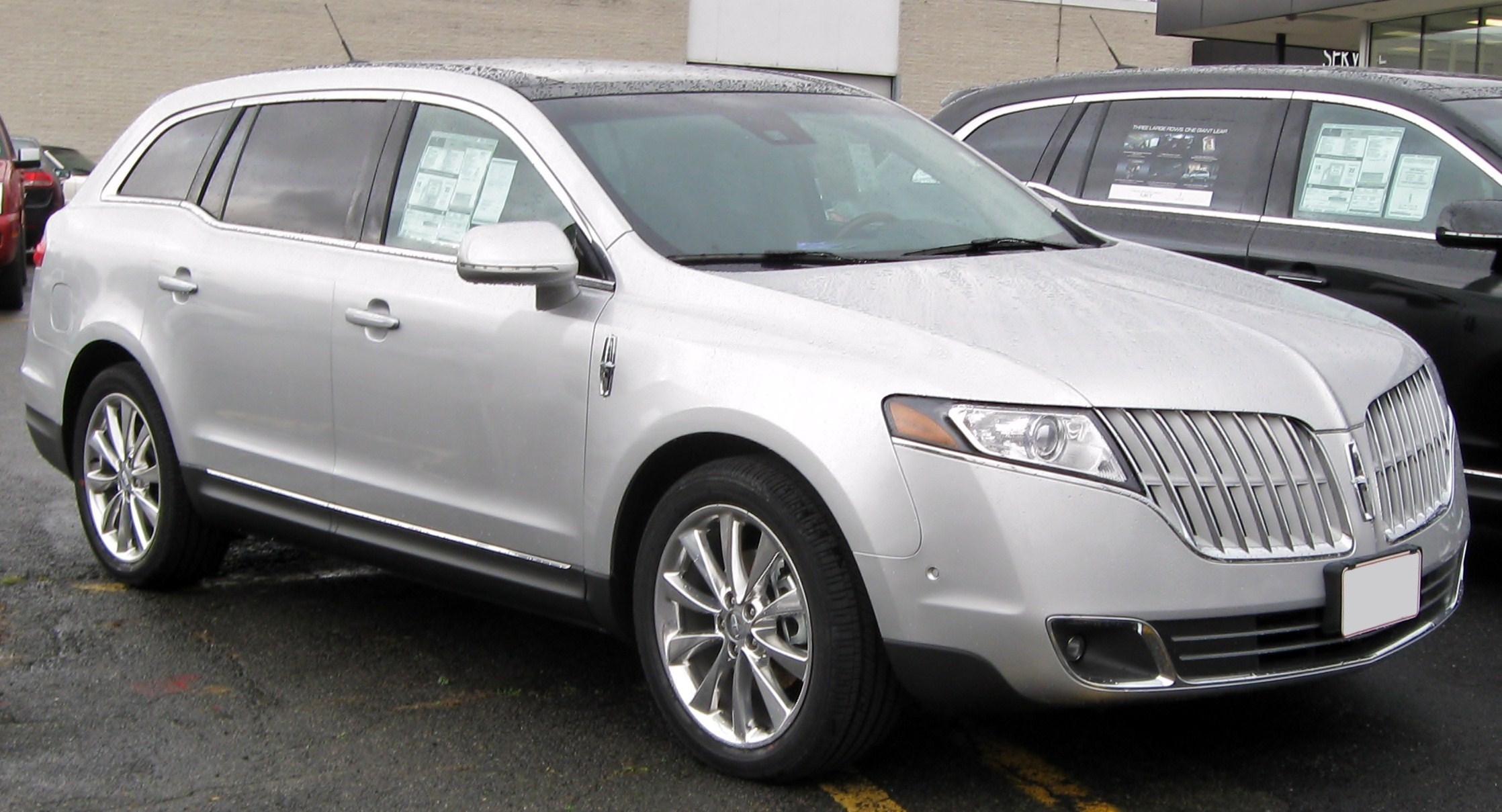
MKT（2010年型）

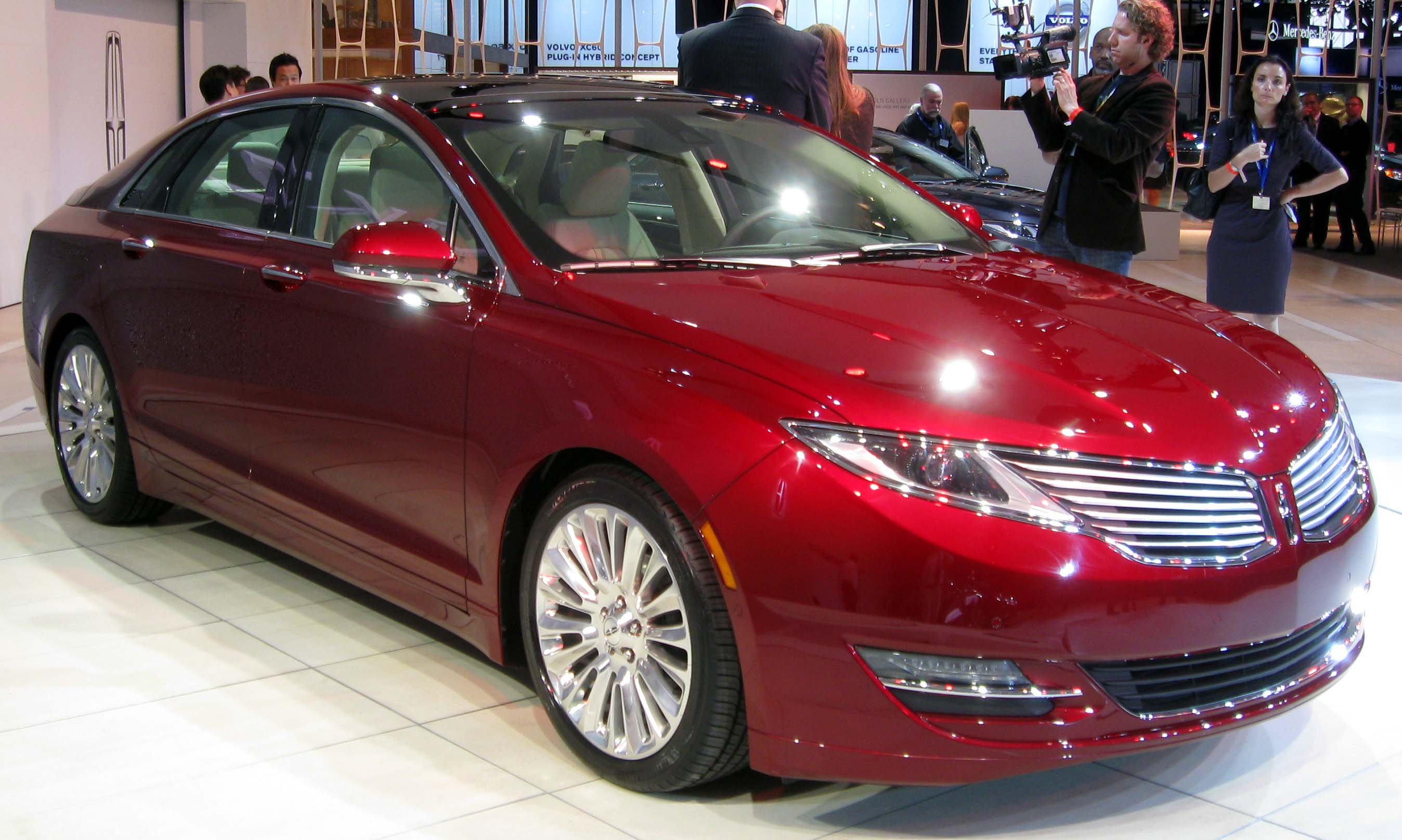
MKZ（2013年型）

- リンカーン・Lシリーズ (1920-1930)
- リンカーン・Kシリーズ (1931-1939)
- リンカーン・ゼファー (1936-1942)
- リンカーン・ゼファーコンチネンタル (1940-1942, 1946-1948)、後のリンカーン・コンチネンタル
- リンカーン・カスタム (1941-1942)
- リンカーン (モデル名なし、通称スタンダード・リンカーン) (1946-1951)
- リンカーン・スポーツ (1949-1951)
- リンカーン・コスモポリタン (1949-1954)
- リンカーン・リードウ (1950-1951)
- リンカーン・カスタム (1955)
- リンカーン・カプリ (1952-1959)
- コンチネンタル・マークII (1956-1957)
- コンチネンタル・マークIII (1958)
- リンカーン・プレミア (1956-1960)
- リンカーン・コンチネンタル (1961-2002,2017-2020)
- リンカーン・コンチネンタル・マークIII (1969-1971)
- リンカーン・コンチネンタル・マークIV (1972-1976)
- リンカーン・コンチネンタル・マークV (1977-1979)
- リンカーン・コンチネンタル・マークVI (1980-1983)
- リンカーン・ヴェルサイユ (1976-1980)
- リンカーン・コンチネンタルマークVII (1984-1992)
- リンカーン・マークVIII (1993-1998)
- リンカーン・タウンカー (1981-2011)
- リンカーン・LS (1999-2006)
- リンカーン・ブラックウッド (2001-2002)
- リンカーン・アビエーター (2003-2005)
- リンカーン・マークLT (2006-2008)
- リンカーン・MKS (2008-2016)
- リンカーン・MKZ (2006-2020) - ※最初の1年のみ「リンカーン・ゼファー」の名義（車名）で販売
- リンカーン・MKT/MKTタウンカー (2010-2019)
- リンカーン・MKC (2014-2019)

### コンセプトカー
- リンカーン・コンチネンタル 1950-X（1952年）
- リンカーン・アニバーサリー（1953年）
- リンカーン・マハラジャ（1953年）
- リンカーン・マルディグラ（1954年）
- リンカーン・フューチュラ（英語版）（1955年）
- リンカーン・インディアナポリス（1955年）
- リンカーン・コンチネンタル ブルーアム（1964-1965年）
- リンカーン・コロネーション（1966年）
- リンカーン・コロネーションII（1967年）
- リンカーン・コンチネンタル タウン セダン（1969年）
- リンカーン・コンチネンタル マークIII デュアルカウル フェートン（1970年）
- リンカーン・コンチネンタル90（1982年）
- リンカーン・コンチネンタル100（1983年）
- リンカーン・クイックシルバー ギア（1983年）
- リンカーン・ヴィニャーレ（1987年）
- リンカーン・マチェーテ（1988年）
- リンカーン・マークX（1992年）
- リンカーン・コンテンプラ（1994年）
- リンカーン・L2K（1995年）
- リンカーン・センチネル（1996年）
- リンカーン・スペシャルLS（1999年）
- リンカーン・MK9（英語版）（2001年）
- リンカーン・コンチネンタル コンセプト（2002年）
- リンカーン・ナビクロス（英語版）（2003年）
- リンカーン・マークX（2004年）
- リンカーン・MKR（英語版）（2007年）
- リンカーン・C（英語版）（2009年）
- リンカーン・MKZ コンセプト（2012年）
- リンカーン・MKC コンセプト（2013年）
- リンカーン・MKX コンセプト（2014年）
- リンカーン・コンチネンタル コンセプト（2015年）
- リンカーン・ナビゲーター コンセプト（2016年）
- リンカーン・アビエイター コンセプト（2018年）
- リンカーン・アニバーサリー（2021年）
- リンカーン・ゼファー リフレクション（2021年）
- リンカーン・モデル L100（2022年）
- リンカーン・スター・コンセプト（2022年）

## 日本でのビジネス
日本国内でのリンカーンビジネスは、長きにわたって「近鉄モータース」が行っていた。
リンカーンの日本国内輸入権はフォード・モーターの日本法人「フォード自動車（日本）」（現・フォード・ジャパン）ではなく近鉄モータースが保有しており、自社での直輸入・全国販売・部品供給体制を構築していた。
全国販売網もマツダの販売チャネル「オートラマ」とは独立しており、両方の販売網に加入していた販売会社もあった（近鉄モータース自体もオートラマ販売網に参加していた）。
一時期、リンカーン・コンチネンタルとLSをオートラマの正式ラインナップとして販売したことがあった。その時はフォード自動車（日本）が当該2車の輸入権を持っていた。
2005年、近鉄モータースがクインランドに買収され「クインランド・カーズ」になったが、2007年、そのクインランド・カーズが親会社・クインランドの経営破綻により「フォーピラーズ（ウイルプラスホールディングス傘下）」に事業譲渡されることとなり、以降フォーピラーズが日本でのリンカーンビジネスを行っていた。
2008年に入り、フォード・ジャパンによってナビゲーター・MKXの正規輸入販売が開始されたが、フォーピラーズによるタウンカーの輸入販売は継続されていた。
2010年7月に、フォーピラーズが同じウイルプラスホールディングス傘下の「福岡クライスラー」「チェッカーモータース」と合併して「新生」チェッカーモータースとして再スタートした。同時に、フォーピラーズが東京都大田区で運営していたフォードの正規ディーラー「フォード新東京」が閉店し、これに伴い、近鉄モータース以来のリンカーンビジネスの系譜が終了することとなった。
以降もフォード・ジャパンによってナビゲーター、MKXの正規輸入販売が行われていたが、2016年1月25日フォード・モーターが、2016年中に日本より事業撤退する旨を発表した。これに伴い、ナビゲーター・MKXの正規販売は終了することとなった。現在は、一部の業者が並行輸入販売を行っている。